# Heves
Heves é uma cidade da Hungria, situada no condado de Heves. Tem 99,31 km² de área e sua população em 2019 foi estimada em 10.275 habitantes.